# Nissaka-shuku

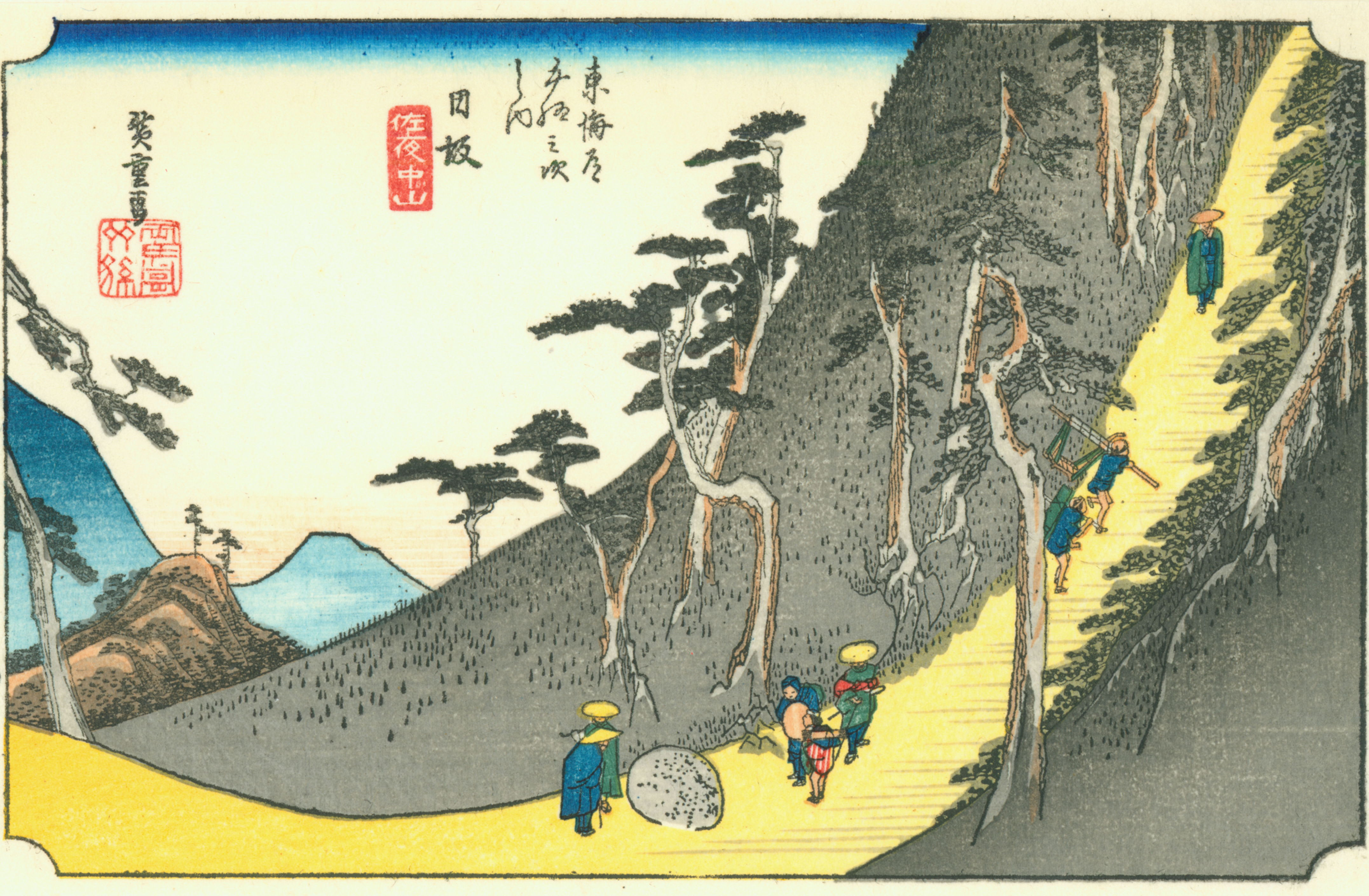
Stacja w latach 30. XIX wieku, Hiroshige Andō

Nissaka-shuku (jap. 日坂宿 Nissaka-shuku) – dwudziesta piąta z 53 stacji szlaku Tōkaidō, położona obecnie w mieście Kakegawa, w prefekturze Shizuoka w Japonii. 

## Historia
Stacja pocztowa Nissaka-shuku znajdowała się przy zachodnim wejściu na przełęcz Sayo no Nakayama, jednym z trzech najtrudniejszych przejść górskich na Tōkaidō. 
Nissaka była początkowo małym miasteczkiem położonym pomiędzy Kanaya-juku, nad brzegiem rzeki Ōi, a Kakegawa-juku, miastem zamkowym, leżącym na starym, solnym szlaku handlowym.
Klasyczny drzeworyt ukiyo-e przedstawiający Nissakę z lat trzydziestych XIX wieku, stworzony przez Hiroshige Andō, ukazuje podróżnych na stromej drodze w górach, którym staje na drodze duży, ciemny głaz. Kamień ten był znanym punktem na Tōkaidō o nazwie "Kamień nocnego płaczu". Według legendy, bandyci zaatakowali i zamordowali kobietę w ciąży w tym miejscu. Po jej śmierci, przechodzący kapłan usłyszał kamień wołający o ratunek dla dziecka.
Linia kolejowa na Tōkaidō, zbudowana w okresie Meiji, wyeliminowała konieczność pokonywania przełęczy i sytuacja Nissaka-shuku zaczęła się pogarszać. Miasto zaczęło rozwijać się ponownie, gdy droga krajowa nr 1 została odbudowana po II wojnie światowej, na nowej trasie przebiegającej przez Nissakę.
W 1955 r. wieś Nissaka została połączona administracyjnie z pobliską Kakegawą.